# 有薗啓剛
有薗 啓剛（ありぞの けいごう、1978年9月3日 - ）は、日本の自転車競技選手。京都府生まれ。血液型はA型。

## 人物
バイクトライアルの創成期を作った、バイクトライアルのパフォーマー的存在の選手。現在は守上大輔と共に自転車パフォーマーK&Dを結成する。愛称は牛若丸。

## 経歴
- 1996年 - バイクトライアル世界選手権エキスパートクラスチャンピオン
- 1995年～2002年 - バイクトライアル全日本チャンピオン
- 2004年～2008年 - マッスルミュージカル出演
- 2008年冬～2010年 - Cirque du Soleil "Wintuk”出演（アメリカ、ニューヨーク）

## 出演番組
- メッセンジャー（バイクスタント）
- 筋肉番付（スーパーライダー）
- 仮面ライダーエグゼイド（仮面ライダーゲンムのバイクスタント）